# 1935 au Québec
Cet article traite des événements survenus en 1935 au Québec. 

## Événements

### Janvier
- 8 janvier : ouverture de la quatrième session de la 18e législature. Le discours du Trône annonce la création de nouvelles taxes dues à l'augmentation des frais de l'assistance publique[1].
- 14 janvier : fondé en 1934, l'Orchestre symphonique de Montréal donne son premier concert dans la salle de l'école Le Plateau, dans le parc Lafontaine, sous la direction du chef Rosario Bourdon[2].
- 16 janvier : le premier ministre Louis-Alexandre Taschereau annonce la prochaine création d'un ministère de l'Industrie et du Commerce[3].
- 22 janvier : la commission Lapointe sur l'électricité recommande le contrôle rigoureux de l'initiative privée et se prononce contre la nationalisation en bloc. Il reconnaît cependant le principe de la municipalisation d'entreprises sous certaines circonstances et encourage les subventions gouvernementales pour l'électrification rurale[4].
- 24 janvier : le ministre Honoré Mercier fils présente le projet de loi créant la Commission d'électricité du Québec[5].

### Février
- 4 février : Alfred Charpentier est élu président de la CTCC. Il succède à René Bérard[6].
- 7 février : le discours du budget de Ralph Frederick Stockwell annonce un nouveau déficit pour l'année en cours[1].
- 21 février et 22 février : les championnats d'Amérique du Nord de patinage artistique 1935 ont lieu à Montréal[7].
- 27 février : le ministre Irénée Vautrin présente un projet de loi sur la colonisation. Le plan Vautrin consiste en une nouvelle subvention de 10 millions $ pour encourager le retour à la terre pour les chômeurs[8].

### Mars
- 11 mars : la Banque du Canada est officiellement créée[9].

### Avril
- 1er avril : dans un éditorial du Devoir, Henri Bourassa demande la neutralité du Canada en cas de guerre européenne[10].
- 9 avril : les Maroons de Montréal remportent la Coupe Stanley pour la deuxième et dernière fois de son histoire[11].

### Mai
- 2 mai : le Plan Vautrin est officiellement adoptée à l'Assemblée législative[12].
- 18 mai : la session est prorogée[13].

### Juin
- 6 juin : Télesphore-Damien Bouchard est assermenté ministre des Affaires municipales et devient le premier titulaire du ministère de l'Industrie et du Commerce. C'est le premier journaliste à devenir ministre d'un cabinet au Québec[14].

### Juillet
- 6 juillet : inauguration du pont de l'île d'Orléans[15].
- 10 juillet : Oscar Drouin est officiellement exclu du Parti libéral. Une semaine plus tard, il adhère à l'Action libérale nationale[16].
- 16 juillet : 35 des 200 marcheurs de la faim, partis de Montréal et se dirigeant vers Ottawa, sont arrêtés en cours de route par la police. Ils allaient manifester devant le Parlement contre la dureté du chômage[17].
- 21 juillet : Arthur Sauvé est nommé sénateur[18].

### Août
- 14 août : le premier ministre canadien Richard Bedford Bennett annonce des élections générales fédérales pour le 14 octobre[19].

### Septembre
- 15 septembre : un congrès eucharistique se tient à Montréal[20].
- 17 septembre : Léo Dandurand vend les Canadiens de Montréal à un groupe d'hommes d'affaires comprenant entre autres Donat Raymond, Ernest Savard, Maurice Forget et Louis Gélinas. Le montant de la transaction s'élèverait à 165 000 $[21].

### Octobre
- 2 octobre : le député libéral Joseph Dillon démissionne pour se présenter à l'élection fédérale[22].
- 14 octobre : le Parti libéral de William Lyon Mackenzie King remporte l'élection générale fédérale avec 176 députés élus contre 40 pour le Parti conservateur. Le Crédit social remporte 17 comtés, le CCF 8 et le Parti de la reconstruction 1. Au Québec, le score est de 56 libéraux et 5 conservateurs. Henri Bourassa, qui se représentait candidat indépendant dans Labelle, est défait[23].
- 23 octobre : Mackenzie King présente son nouveau cabinet. Ernest Lapointe redevient ministre de la Justice, Fernand Rinfret est secrétaire d'État, Pierre-Joseph-Arthur Cardin ministre des Travaux publics et Raoul Dandurand ministre sans portefeuille[24].
- 30 octobre : Louis-Alexandre Taschereau annonce des élections générales pour le 25 novembre[13].

### Novembre
- 7 novembre : Paul Gouin et Maurice Duplessis annoncent une alliance de leurs formations politiques afin de mieux lutter contre le régime Taschereau. Ils fondent ainsi l'Union nationale[25].
- 25 novembre : le Parti libéral de Louis-Alexandre Taschereau remporte difficilement la victoire avec 48 députés élus contre 42 pour l'Union nationale. Le ministre Irénée Vautrin est battu dans son comté. Les grandes vedettes de l'Union nationale sont toutes élues : Maurice Duplessis (Trois-Rivières), Paul Gouin (L'Assomption), Oscar Drouin (Québec-est), Philippe Hamel (Québec-centre) et Joseph-Ernest Grégoire (Montmagny). La majorité de Taschereau dans son comté de Montmorency est fortement diminuée par rapport à l'élection de 1931[26].

### Décembre
- 13 décembre : la conférence interprovinciale porte surtout sur d'éventuelles modifications constitutionnelles[27].
- 20 décembre : Taschereau procède à un mini remaniement ministériel. Joseph-Napoléon Francoeur devient ministre du Travail et Joseph-Édouard Perrault ministre de la Colonisation[28].

## Naissances
- Jacques Beaudoin (policier et sous-ministre de la Sécurité publique du Québec)
- 3 janvier - 
  - Raymond Garneau (homme politique)
  - Camil Samson (homme politique) († 18 décembre 2012)
- 4 janvier - Jean-Louis Millette (acteur) († 29 septembre 1999)
- 14 janvier - Lucille Wheeler (skieuse alpine)
- 18 janvier - Albert Millaire (acteur) († 15 août 2018)
- 25 janvier - Louise Robic (femme politique) († 13 mars 2020)
- 2 février - Yvon Lamarre (en) (homme politique municipal et éditeur)  († 2 juin 2020)
- 6 février - Andrée Ferretti (militante féministe et femme de lettres) († 29 septembre 2022)
- 21 février - Jean Pelletier (ancien maire de Québec) († 10 janvier 2009)
- 5 mars - Luce Guilbeault (actrice) († 12 juillet 1991)
- 25 mars - Marcel Sabourin (acteur)
- 8 avril - Yvan Canuel (acteur) († 26 décembre 1999)
- 15 avril - André Lejeune (chanteur)
- 19 avril -Régent Lacoursière (nageur) († 9 mai 2025)
- 21 avril - Monique Chabot (comédienne) († 23 janvier 2025)
- 4 mai - 
  - Henri Dorion (géographe et professeur)
  - Jacques Proulx (animateur de radio) († 14 décembre 2013)
  - Jacques Delisle (juge et criminel canadien) († août 2024)
- 22 mai - Ron Piché (joueur de baseball) († 3 février 2011)
- 30 mai - Guy Tardif (homme politique) († 24 mai 2005)
- 18 juin - François-Marc Gagnon (historien de l'art)  († 28 mars 2019)
- 13 juillet - Monique Vézina (administratrice et femme politique)  († 15 décembre 2024)
- 23 juillet - Danièle Dorice (Danièle Angers) (chanteuse) († 12 mars 2018)
- 27 juillet - François Barbeau (metteur en scène, costumier)  († 28 janvier 2016)
- 31 juillet - Yvon Deschamps (humoriste)
- 1er août - Margot Campbell (actrice)
- 3 août - Vic Vogel (pianiste, tromboniste, chef d'orchestre) († 16 septembre 2019)
- 10 août - Laurent Lavigne (enseignant, agriculteur et homme politique)  († 3 août 2017)
- 15 août - Marc-André Bédard (homme politique) († 25 novembre 2020)
- 28 août - Gilles Rocheleau (homme politique) († 27 juin 1998)
- 7 septembre - Denis Vaugeois (éditeur et homme politique)
- 14 septembre - Luc Durand (acteur) († 3 juillet 2000)
- 7 octobre - Roger Drolet (animateur de la radio et conférencier) († 14 avril 2011)
- 24 novembre - Edward Johnston (joueur, entraineur et administrateur de hockey)
- 6 décembre - Jean Lapointe (chanteur, acteur et humoriste) († 18 novembre 2022)
- 12 décembre - Denise Boucher (écrivaine) († 18 mars 2025)

## Décès
- 5 mars - Armand Lavergne (homme politique) (º 21 février 1880)
- 3 avril - Walter George Mitchell (homme politique) (º 30 mai 1877)
- 19 avril - Willis Keith Baldwin (homme politique) (º 17 mars 1857)
- 22 avril - Henri Sévérin Béland (médecin et homme politique) (º 11 octobre 1869) (décédé en Ontario)
- 1er juin - Joe Power (en) (joueur de hockey sur glace et homme politique) (º 11 janvier 1885)
- 9 août - Joseph-Émery Phaneuf (en) (homme politique) (º 14 février 1863)